# Alatina pyramis
Alatina pyramis är en nässeldjursart som först beskrevs av Ernst Haeckel 1880.  Alatina pyramis ingår i släktet Alatina och familjen Alatinidae. Inga underarter finns listade i Catalogue of Life.